# رنگین‌کمان‌ماهی ماداگاسکار
رنگین‌کمان‌ماهی ماداگاسکار (نام علمی: Bedotiidae) نام یک تیره از راسته گل‌آذین‌ماهی‌سانان است.